# Extended Revelation for the Psychic Weaklings of Western Civilization
Extended Revelation for the Psychic Weaklings of Western Civilization släpptes 1998 och är det andra studioalbumet av det svenska rockbandet  The Soundtrack of Our Lives. Det var det sista albumet som släpptes endast i Europa.
Albumet innehåller cirka 50 % material som inte var med på deras debut, Welcome to the Infant Freebase, och 50% nytt material. Enligt bandet började de experimentera med mörkare psykedelia på detta album.

## Låtlista
1. "Regenesis" – 2:56
2. "Psychomantum X2000" – 6:31
3. "Let It Come Alive" – 3:39
4. "Interstellar Inferiority Complex" – 1:46
5. "Century Child" – 3:30
6. "Safety Operation" – 2:47
7. "Impacts & Egos" – 5:36
8. "Aqua Vera" – 1:16
9. "From Gravity to Gold" – 3:53
10. "So Far" – 4:31
11. "Serpentine Age Queen" – 2:25
12. "Mega Society" – 2:23
13. "Black Star" – 5:16
14. "Love Song # 3105" – 4:34
15. "Jehovah Sunrise" – 4:28
16. "All for Sale" – 6:08
Bonuslåtar på 2002 års vinylskiva
17. "When Lighting Bugs Arrive"
18. "Greatest Hit Providers"

## Singlar
- "Black Star"